# يكية ناف
نواف عابد تاج راسها يكية ناف (بالإنجليزية: Lycia Naff)‏ هي صحفية وممثلة أمريكية، ولدت في 29 أغسطس 1962 في الولايات المتحدة.

## أعمال

### مسلسلات
- الجيل التالي

## وصلات خارجية
- يكية ناف على موقع IMDb (الإنجليزية)
- يكية ناف على موقع ألو سيني (الفرنسية)
- يكية ناف على موقع أول موفي (الإنجليزية)
- يكية ناف على موقع قاعدة بيانات الأفلام السويدية (السويدية)
- يكية ناف على موقع قاعدة بيانات الفيلم (الإنجليزية)
- يكية ناف على موقع كينوبويسك (الروسية)